# ألفرد لاكروا
ألفرد لاكروا (بالفرنسية: Alfred Lacroix)‏ هو عالم معادن ‏ وجيولوجي فرنسي، ولد في 4 فبراير 1863 في ماكون في فرنسا، وتوفي في 12 مارس 1948 في باريس في فرنسا.

## وصلات خارجية
- ألفرد لاكروا على موقع الموسوعة البريطانية (الإنجليزية)